# IGNEA
IGNEA — український музичний гурт, що грає в стилі мелодійний дез-метал. Заснований у 2013 році в Києві.

## Історія
Гурт IGNEA було створено в Києві 2013 року під назвою Parallax як перший[джерело?] український гурт, який грає метал у східній стилістиці. 2013 року гурт увійшов у Morton Studio, відому[джерело?] рок-метал-студію в Україні, щоб записати свій дебютний міні-альбом — «Sputnik». Наступного року, гурт підготував наступний сингл — «Petrichor», в якому брав участь Йоссі Сассі, на той час гітарист гурту Orphaned Land.
2015 року гурт змінив свою назву на IGNEA та визначився зі своїм жанром під назвою melodic metal. Цього року, виходить сингл «Alga», записаний у супроводі з повним симфонічним оркестром. Упродовж року відео зібрало понад мільйон переглядів на YouTube.
В 2017 році гурт зайняв 3-е місце на фестивалі The BUMA.
13 лютого 2017 року гурт випустив відео для першої пісні альбому «Şeytanu Akbar», композиції, що закликає проти тероризму.
16 лютого 2017 року IGNEA видали свій перший повноформатний альбом «The Sign of Faith». Альбом має більш важкий звук із ревінням і східними мелодіями. Водночас музика зберігає мелодійні основи, властиві жанру melodic metal. 
Навесні 2020 року був випущений другий альбом The Realms of Fire and Death, який вперше містить україномовну пісню «Чорне Полум'я». Це концептуальний альбом про вогонь та смерть у різних проявах, який також супроводжується низкою коротких оповідей. Кліп на пісню «Jinnslammer» з цього альбому було знято у київському будинку «Літаюча Тарілка» на Либідській. 
У червні 2021 року гурт підписав контракт з австрійським лейблом Napalm Records.
28 квітня 2023 року гурт випустив свій четвертий альбом "Dreams Of Lands Unseen".

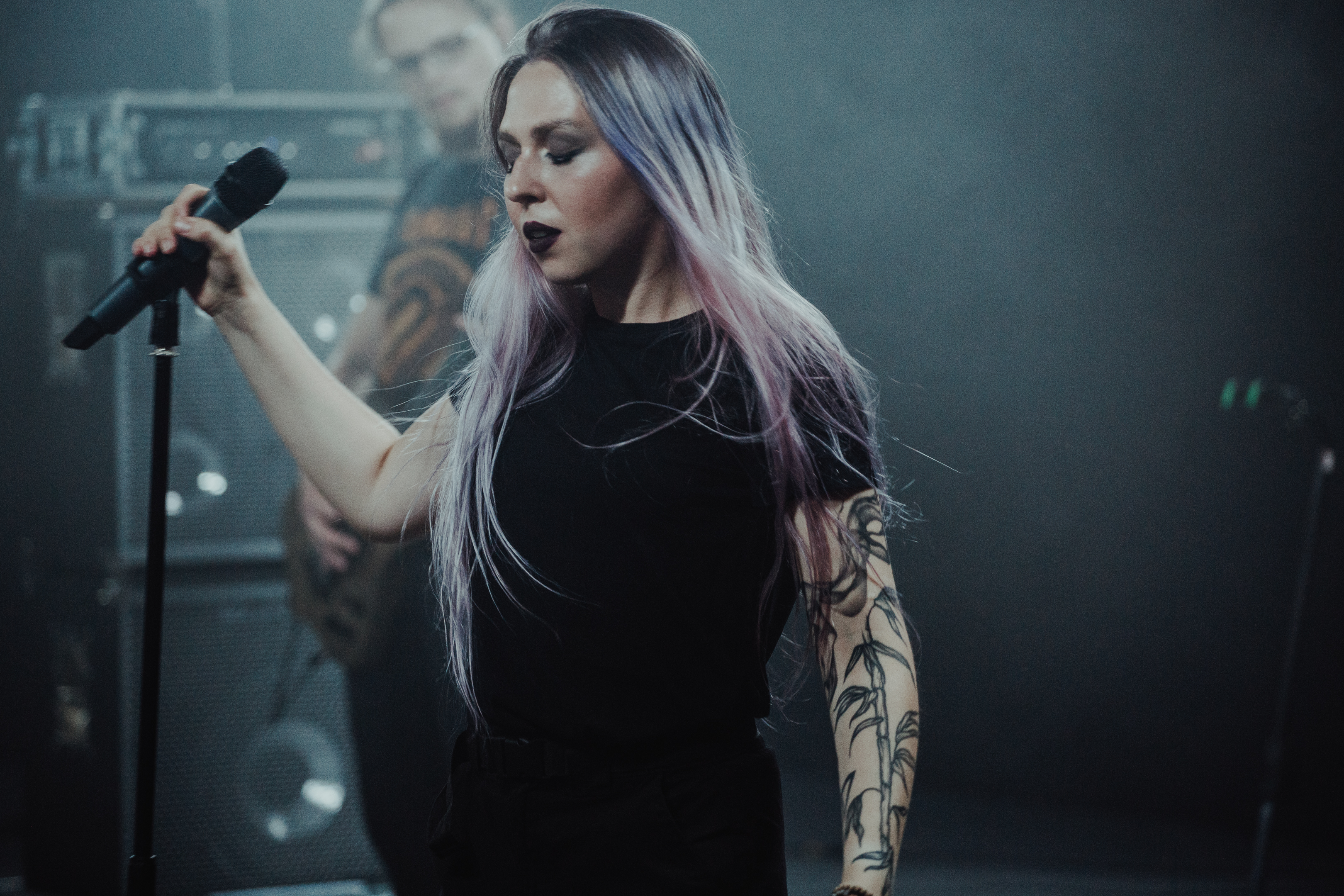
Вокалістка Ignea - Хель Богданова, живий виступ на шоу у 2020 році

20 листопада 2024 року пісні «Чорне Полум'я», «Disenchantment», «Gods of Fire», «How I Hate the Night», «Petrichor», «Queen Dies» гурту були долучені до саундтреків в грі "S.T.A.L.K.E.R. 2: Серце Чорнобиля".

## Склад
- Хель Богданова — ведучий вокаліст
- Євгеній Житнюк — клавішні
- Олександр Камишин — бас
- Дмитро Винниченко — гітара
- Іван Холмогоров — ударні

### Колишні учасники
- Максим Хмелевський

## Дискографія

### Альбоми
- 2013 — Sputnik [EP]
- 2017 — The Sign of Faith
- 2020 — The Realms of Fire and Death
- 2023 — Dreams of Lands Unseen. Альбом натхненний творчістю Софії Яблонської.[12]

### Сингли
- 2014 — Petrichor
- 2016 — Alga[13]
- 2018 — Queen Dies
- 2020 — Disenchantment
- 2021 — Bosorkun
- 2022 — Magura's Last Kiss[14]

### SPLIT EP
2021 — BESTIA (IGNEA & ERSEDU)